# Võ thuật Bình Định

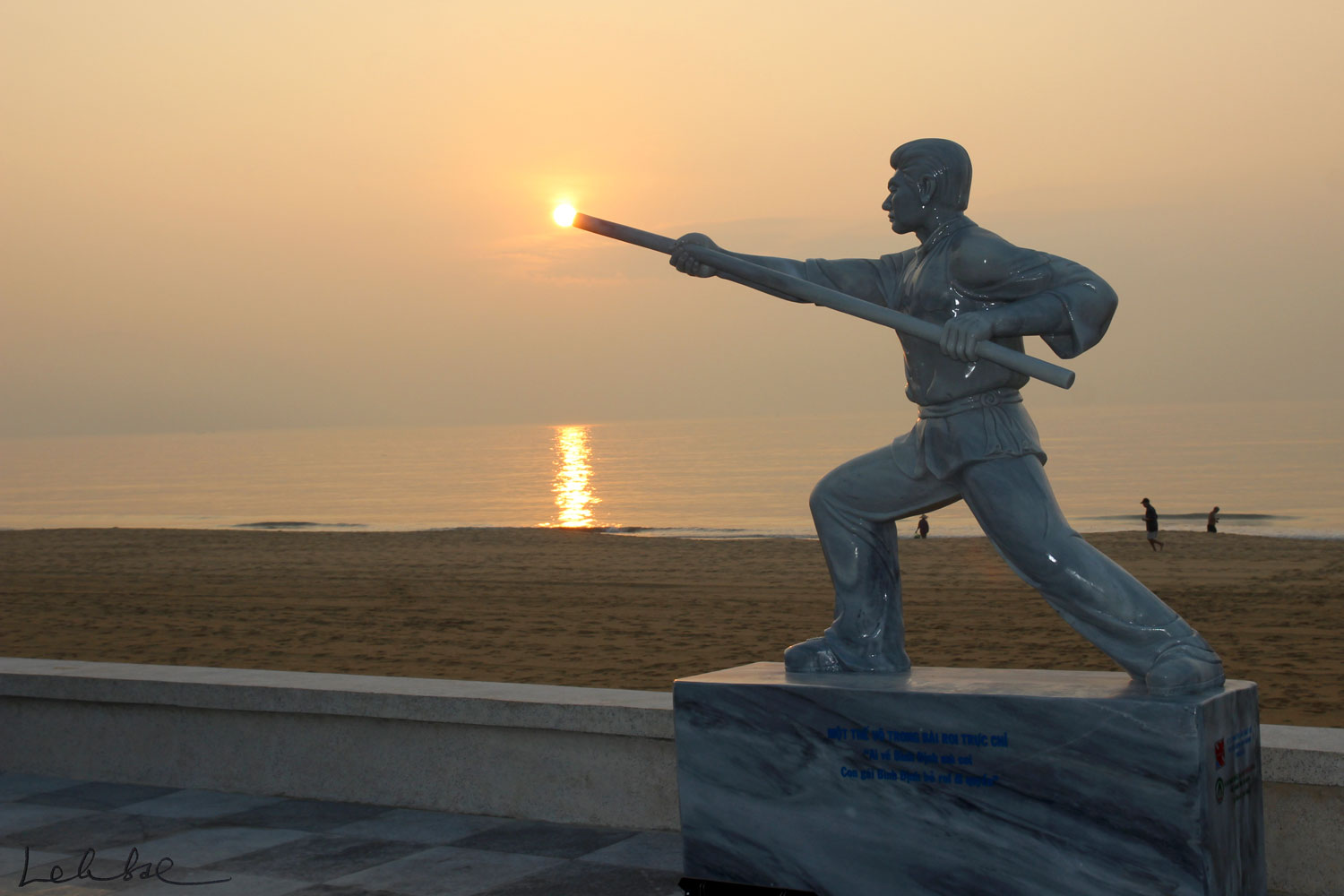
Bức tượng một thế võ trong bài roi trực chỉ ở bãi biển Quy Nhơn

Võ thuật Bình Định bao gồm nhiều môn võ cổ truyền có xuất xứ từ tỉnh Bình Định hoặc đã từng phổ biến ở tỉnh này sau đó được truyền bá rộng rãi khắp cả Việt Nam và thế giới.

## Đặc điểm

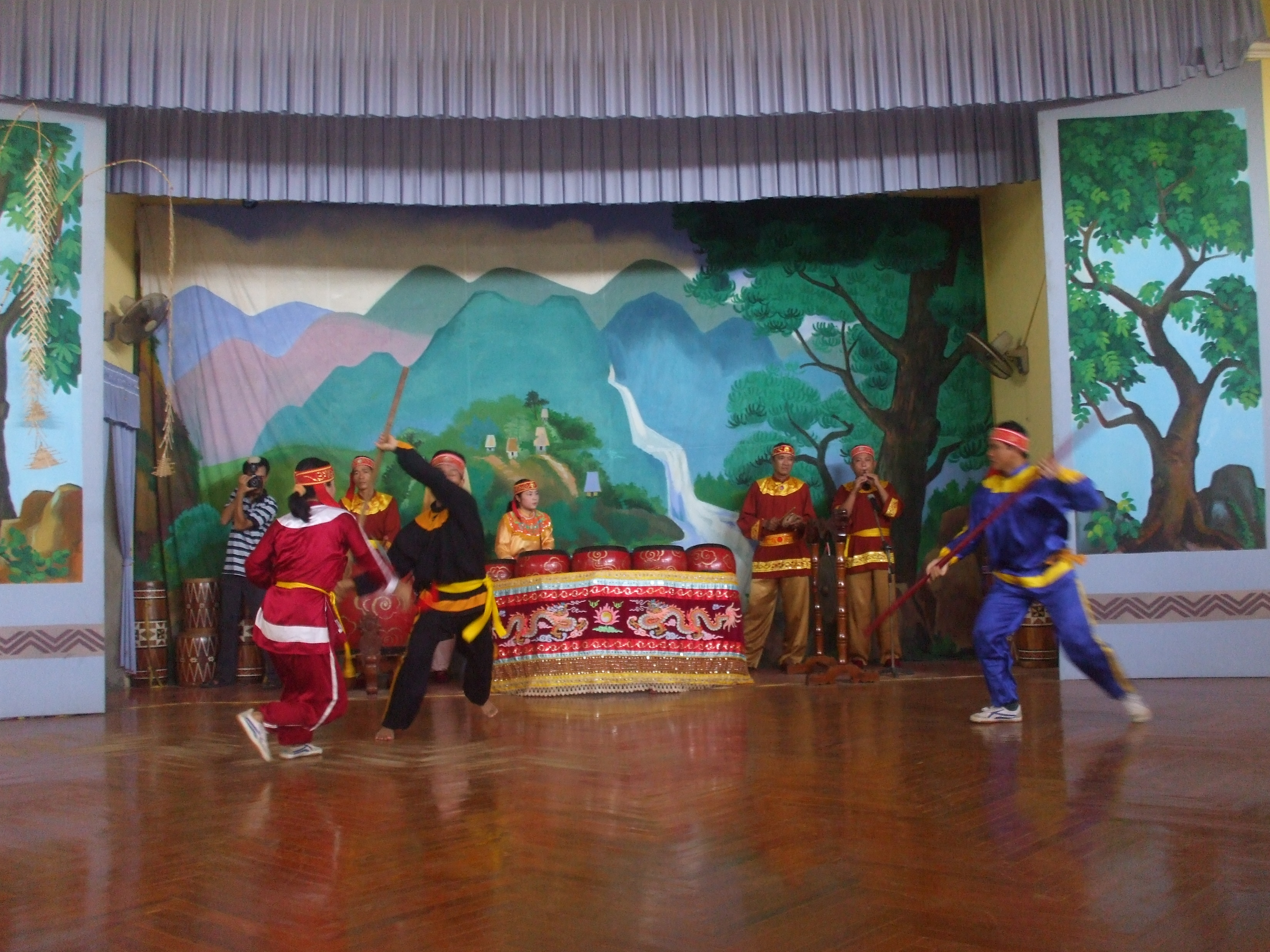
Biểu diễn võ thuật tại Bảo tàng Quang Trung (Bình Định)

### Tính đa dạng
Đặc điểm đầu tiên lớn nhất của võ thuật Bình Định là sự đa dạng. Đa dạng về những dòng võ ngay trên đất Bình Định và đa dạng về sự khác biệt trong kỹ thuật giữa các hệ phái mang tên Bình Định hoặc Tây Sơn trên toàn quốc. Tuy nhiên, sự đa dạng đó lại đặt trên cơ sở một số đặc điểm chung hầu hết các dòng võ ở Bình Định đều có. Chẳng hạn như một số bài bản được mặc nhiên coi là võ Bình Định như Ngọc trản ngân đài, Siêu Bát Quái, Roi Tấn Nhất, Roi Ngũ Môn. Mặc dù đây chính là các bài bản của Võ Ta hay còn gọi là Võ Kinh, một môn võ của Đàng Trong và từng được dùng cho huấn luyện trong quân đội và thi võ cử trong thời nhà Nguyễn.
Các câu vè có liên quan đến yếu quyết của võ thuật được lưu truyền ở Bình Định cũng là những câu vè của Võ Ta. Ví dụ: "Roi liên quyền tiếp" (Xem Đấu Roi), "Song thủ Ngũ Hành vi bản. Lưỡng túc Bát Quái vi căn"… Một câu vè khác nói lên sự thống nhất và liên đới giữa hai môn (Võ Kinh và võ thuật Bình Định) là "Roi Kinh quyền Bình Định". Những kỹ thuật này không chỉ có riêng ở Võ Kinh và võ thuật Bình Định. Nó còn tồn tại ở các dòng võ ở các miền khác, chẳng hạn võ Tân Khánh Bà Trà (Bình Dương), Bảo Y Võ Việt Lưu trữ ngày 16 tháng 9 năm 2020 tại Wayback Machine (Bến Tre). Ngoài những kỹ thuật được coi là võ Ta nói trên, mỗi dòng võ đều chứa những đặc điểm riêng của mình. Đặc biệt nhất là những kỹ thuật thừa hưởng của nhà Tây Sơn. Ví dụ: Bài Hùng Kê quyền vốn được coi là của Nguyễn Lữ, bài quyền Yến Phi (thảo pháp Én bay) vốn được coi là của Nguyễn Huệ, các kỹ thuật về trống trận Tây Sơn… Mặc dù những kỹ thuật này không phổ biến bằng các kỹ thuật của Võ Ta, nhưng đây là điểm đặc sắc của riêng vùng đất Bình Định mà các vùng khác không hề có.
Đặc biệt, trong thời gian gần đây có sự xuất hiện ra công chúng dòng võ chùa Long Phước. Theo trang web của Liên đoàn Võ thuật cổ truyền Việt Nam thì nhà sư Vạn Thanh (tên thật là Nguyễn Đông Hải) vốn là truyền nhân đời thứ 13 của môn phái Long Hổ Không Hồng. Cũng theo trang web nói trên, kỹ thuật của môn võ này bao gồm trong "Phổ Đại Nam triều chi tướng thao" do tướng Tây Sơn Nguyễn Trung Như (Hư Linh Ẩn) truyền lại. Tập sách này gồm 2 bộ:
- "Lục tướng tằng vương phổ minh binh thư chiêu pháp" do Hư Minh, tổ của môn phái Long Hổ Không Hồng ghi lại các bài bản từ thời nhà Lê trở về trước.
- "Tây Sơn danh tướng mộ hùng thao" do Nguyễn Trung Như ghi lại các bài bản võ thuật của thời Tây Sơn.

Mức độ trung thực về mặt lịch sử của các tài liệu này rất cần được sự quan tâm nghiên cứu công phu của các nhà sử học. Vì có sự tương đồng về mặt văn hoá giữa Việt Nam và Trung Quốc, có một số dòng võ hoặc hệ phái tuyên bố có nguồn gốc từ Trung Quốc cũng lấy danh xưng Võ Bình Định. Chẳng hạn dòng Bình Định An Thái của võ sư Diệp Trường Phát. Việc công nhận hay công nhận danh xưng "Võ Bình Định" của các hệ phái này một thời từng là một đề tài tranh luận khá sôi nổi trong giới võ. Ngoài ra, ở vùng đất này cũng đã và đang có sự phổ biến của nhiều môn võ hiện đại trong và ngoài nước khác nhau. Đất Bình Định cũng đã từng rất nổi tiếng trong "làng đấm" (quyền Anh). Tuy nhiên, vì có sự rạch ròi trong ngôn ngữ sử dụng lẫn trong sự phân chia môn phái võ thuật hoặc bộ môn thể thao thi đấu nên chưa bao giờ các môn võ này được gọi với danh xưng "Võ Bình Định".
Về nội dung, võ cổ truyền Bình Định vô cùng phong phú, đa dạng nhưng tựu trung có 4 nội dung cơ bản là: Luyện công, quyền thuật, võ với binh khí, luyện tinh thần. Quyền còn gọi là thảo bộ hay quyền tay không, bao gồm Cương quyền và Nhu quyền. Võ tay không chia thành 4 nhóm: Võ thể dục, võ tự vệ, võ tỷ thí và võ chiến đấu. Binh khí được dùng trong võ cổ truyền Bình Định bao gồm binh khí dài và binh khí ngắn. Loại binh khí rất cơ bản được lưu hành khá phổ biến ở Bình Định là côn (tiếng địa phương gọi là roi) (Xem Đấu Roi) với nhiều "phách roi" độc đáo chỉ có ở võ cổ truyền Bình Định: "Đâm so đũa", "Đá văn roi", "Phá vây", "Roi đánh nghịch"...
Nói về tận dụng vũ khí thô sơ chống giặc, Bình Định có "Bài kiếm 12" nổi tiếng gồm 12 động tác được rút tỉa trong nhiều bài kiếm tiêu biểu của Bình Định để hình thành một cách ngắn gọn, dễ tập, dễ nhớ, được đưa vào luyện tập và thực hành chiến đấu đạt hiệu quả cao trong các lực lượng vũ trang và bán vũ trang ở địa phương. Trong các bộ môn về quyền thuật, "Ngọc Trản" là bài quyền tiêu biểu của võ cổ truyền Bình Định, trải qua thời gian, nó vẫn sáng chói như một "chén ngọc" với những bí quyết võ công vô giá. Để thực hành được một cách nhuần nhuyễn, phải tính đến công sức luyện tập cả về thể chất và ý thức nhằm tạo được sự thống nhất thành một ý niệm duy nhất, như tính thuần khiết của viên ngọc. Đó chính là bí quyết khổ luyện của lối quyền âm - dương trong Ngọc trản công.

### Triết lý
Về khía cạnh võ thuật, Võ Bình Định thể hiện rõ tính liên hoàn, tinh tế, uyên thâm, kết hợp nhuần nhuyễn giữa cương và nhu, giữa công và thủ, giữa mạnh và yếu, giữa bên trong (tinh, khí, thần) với bên ngoài cơ thể (thủ, nhãn, chỉ và thân). Về võ lý, võ cổ truyền Bình Định vận dụng triệt để học thuyết âm - dương, lấy phép ngũ hành và phép bát quái làm nguyên lý cơ bản của "Song thủ ngũ hành vi bản", "Lưỡng túc bát bộ vi căn" là cơ sở võ lý cho luyện tập bộ tay và bộ chân trong Võ Bình Định: Tấn pháp trong Bát quái và Thủ pháp trong Ngũ hành, có sự phối hợp cả hai phương diện ngoại công và nội công. Về khía cạnh đạo đức, ngoài những đức tính mà con người đề cao trong rèn luyện đạo đức là: Nhân - Nghĩa - Lễ, Trí - Tín, đạo đức của người luyện võ còn thể hiện ở các mặt truyền thống: Thượng võ, nhân văn, chống ngoại xâm; uống nước nhớ nguồn; trọng nhân nghĩa...

## Các bài võ

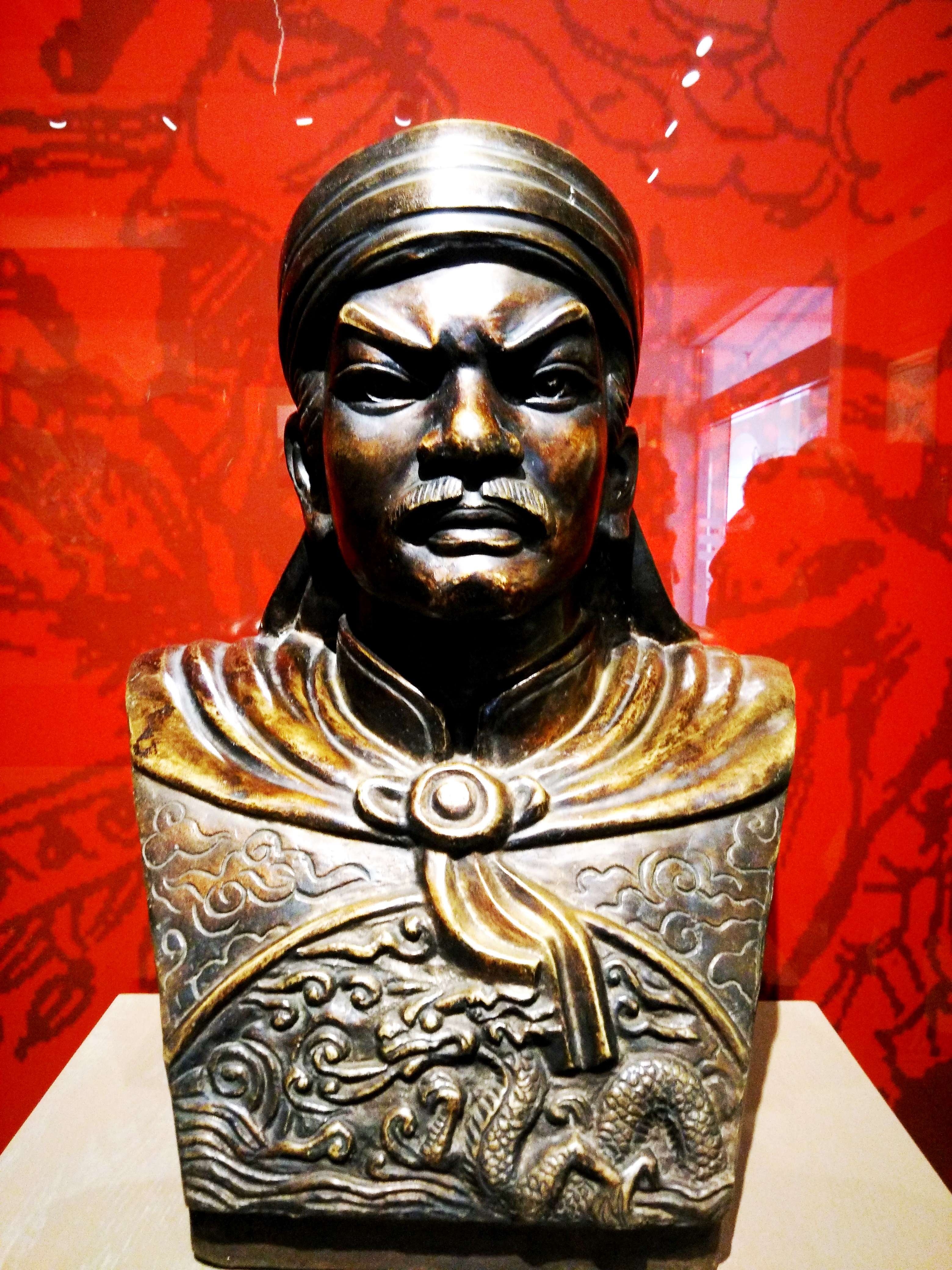
Hoàng đế Quang Trung Nguyễn Huệ

### Các dòng họ

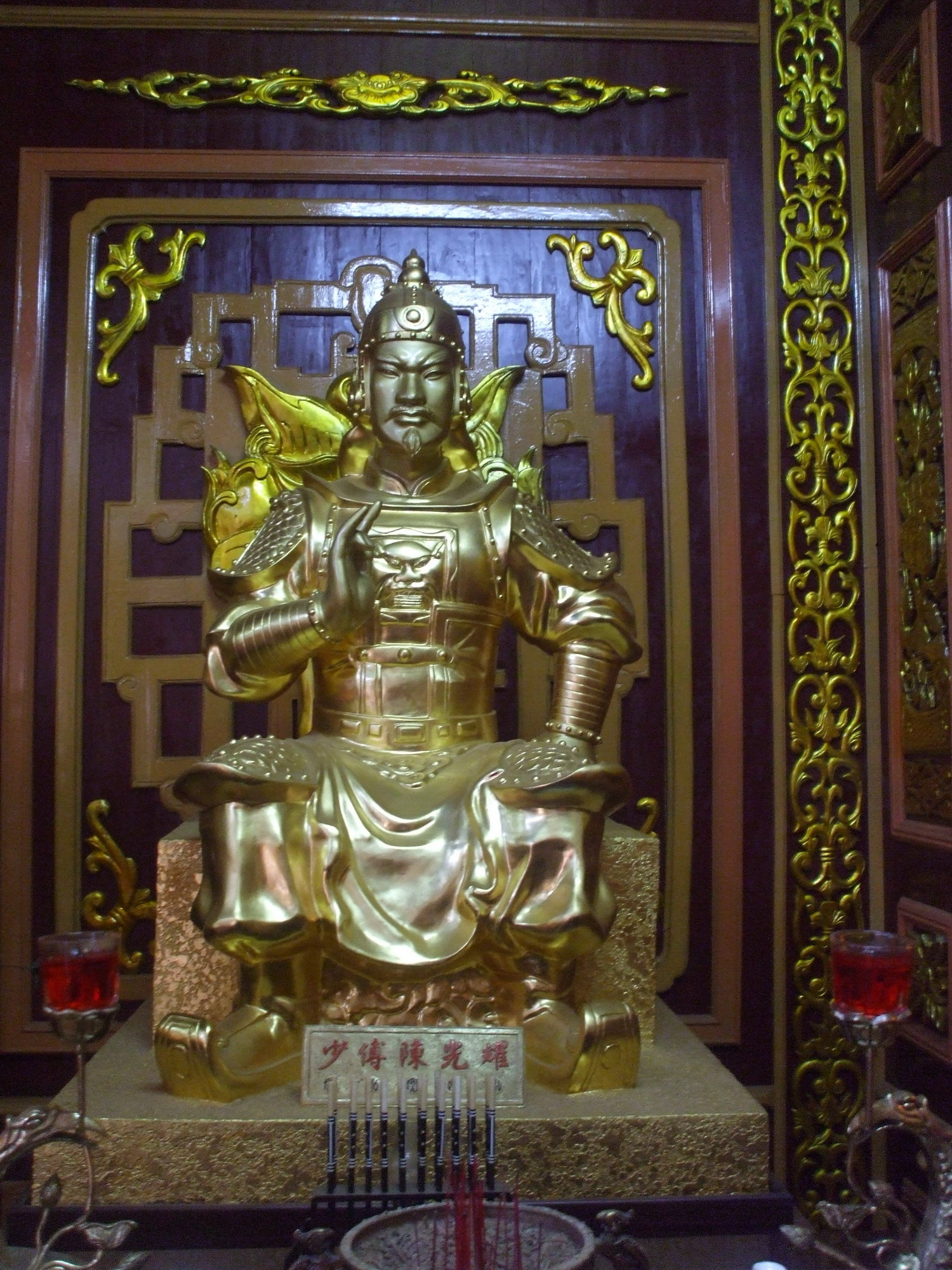
Võ tướng Trần Quang Diệu

## Trong văn hoá

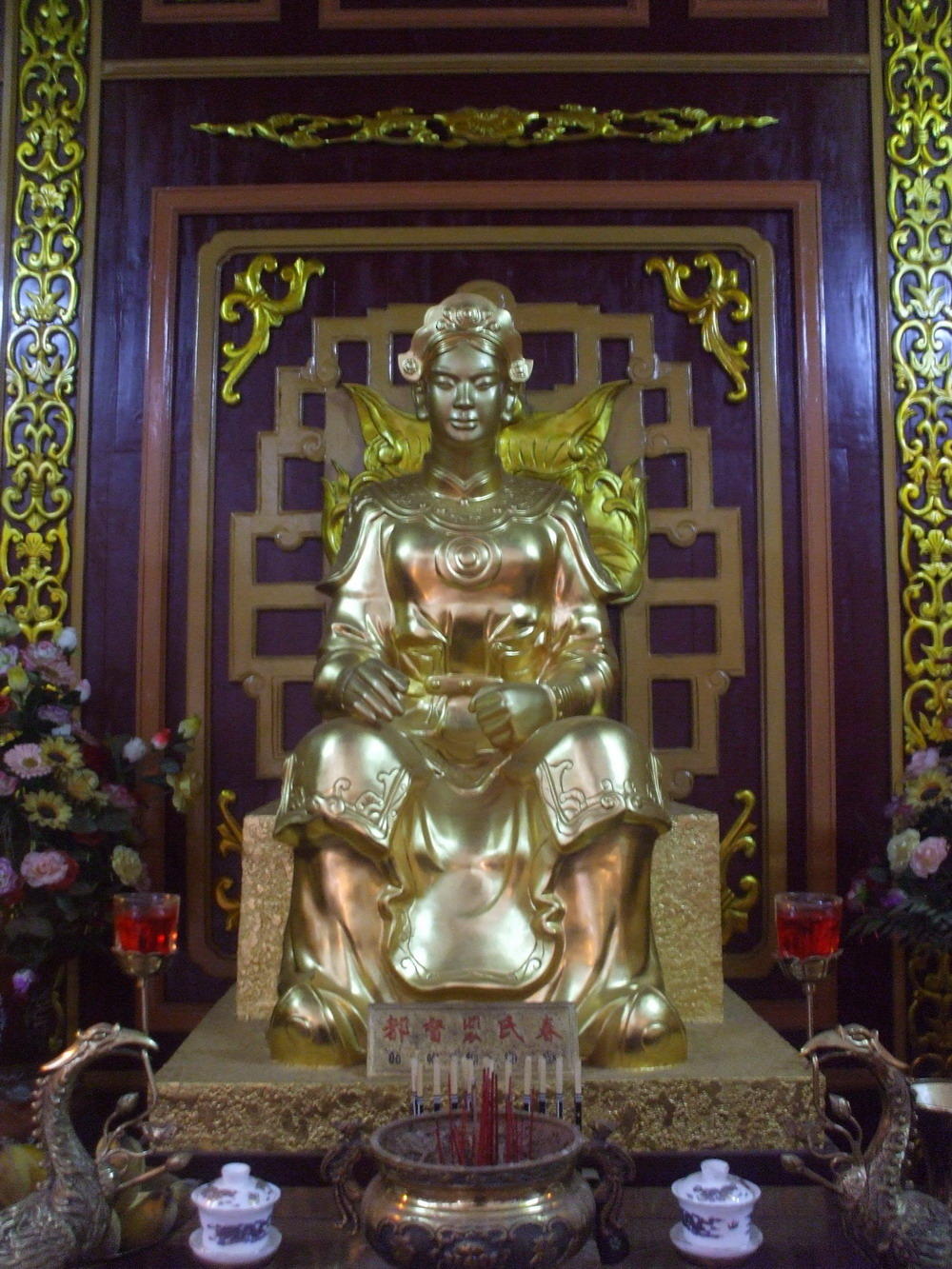
Nữ tướng Bùi Thị Xuân